# الموجة تي (رسم قلب)
تمثل الموجة تي في رسم القلب إعادة الاستقطاب (أو الرجوع) لكلا البطينين. ويشار إلى الفاصل الزمني من بداية مركب كيو آر إس إلى قمة الموجة تي باسم فترة فترة الجموح، فما يُشار للنصف الأخير من الموجة تي باسم فترة الجنوح النسبي أو فترة الضعف. وتحتوي الموجة تي على معلومات أكثر من الفترة كيو تي.